# Rick Kelly (Schauspieler)
Ricky Lee Kelly (* in Las Vegas, Nevada) ist ein US-amerikanischer Schauspieler und Musiker.

## Leben
Kelly wurde in Las Vegas geboren. 1996 rief er das Musikprojekt Soul Ballet ins Leben und es erschien noch im selben Jahr ein gleichnamiges Studioalbum. In den nächsten Jahren folgten weitere Veröffentlichungen von Musikalben. Ab 2000 trat er dann regelmäßig als Schauspieler in Film- und Serienproduktionen in Erscheinung. 2001 gab er in Tail Sting – Der Stich des Skorpions sein Spielfilmdebüt. Es folgten Mitwirkungen unter anderen an den Fernsehserien Nip/Tuck – Schönheit hat ihren Preis, Cold Case – Kein Opfer ist je vergessen, CSI: Miami oder Justice – Nicht schuldig. 2007 verkörperte er im Film One of Our Own die Rolle des Dr. Klein. 2014 spielte er im Horrorfilm Flug 7500 – Sie sind nicht allein die Rolle des Lance Morrell, der das erste von vielen Todesopfern einer Shinigami wurde, die er mit ins Flugzeug nahm. Ab dem Folgejahr bis einschließlich 2016 spielte er in sieben Episoden der Fernsehserie Schatten der Leidenschaft die Rolle des Reverend Wilkins.

## Filmografie (Auswahl)
- 2000: Strain of You (Kurzfilm)
- 2000: Stealing You Blind (Kurzfilm)
- 2001: Tail Sting – Der Stich des Skorpions (Tail Sting)
- 2003: Nip/Tuck – Schönheit hat ihren Preis (Nip/Tuck, Fernsehserie, 2 Episoden)
- 2004: Cold Case – Kein Opfer ist je vergessen (Cold Case, Fernsehserie, Episode 1x17)
- 2004: The D.A. (Fernsehserie, Episode 1x01)
- 2005: CSI: Miami (Fernsehserie, Episode 4x07)
- 2006: Justice – Nicht schuldig (Justice, Fernsehserie, Episode 1x01)
- 2007: One of Our Own
- 2007: Final Approach – Im Angesicht des Terrors (Final Approach, Fernsehfilm)
- 2007: Navy CIS (NCIS, Fernsehserie, Episode 5x06)
- 2007: Protect and Serve (Fernsehfilm)
- 2008: General Hospital: Night Shift (Fernsehserie, Episode 2x02)
- 2008: Without a Trace – Spurlos verschwunden (Without a Trace, Fernsehserie, Episode 7x09)
- 2010: Burn Notice (Fernsehserie, Episode 3x14)
- 2010: The Whole Truth (Fernsehserie, Episode 1x01)
- 2014: Flug 7500 – Sie sind nicht allein (Flight 7500)
- 2014: Extant (Fernsehserie, Episode 1x01)
- 2015: Rizzoli & Isles (Fernsehserie, Episode 5x18)
- 2015: Trumbo
- 2015: CSI: Immortality (Fernsehfilm)
- 2015–2016: Schatten der Leidenschaft (The Young and the Restless, Fernsehserie, 7 Episoden)
- 2016: Criminal Minds (Fernsehserie, Episode 12x08)
- 2018: Lucifer (Fernsehserie, Episode 3x12)
- 2018: 9-1-1 (Fernsehserie, Episode 1x05)
- 2019: L.A.’s Finest (Fernsehserie, Episode 1x03)
- 2022: Un plan simple (Kurzfilm)

## Diskografie (Auswahl)
Alben
- 1996: Soul Ballet
- 1998: Trip The Night Fantastic
- 2000: Vibe Cinema
- 2002: Dial It In
- 2004: Dream Beat Dream
- 2007: Lavish
- 2009: 2019